# Ари (футболист)
Арикле́нес да Си́лва Ферре́йра (порт.-браз. Ariclenes da Silva Ferreira более известный, как Ари́ порт.-браз. Ari; род. 11 декабря 1985, Форталеза) — российский и бразильский футболист, нападающий. Сыграл два матча за сборную России.

## Биография
Ари родился 11 декабря 1985 года в Форталезе в бедном районе. В 11-12 лет продавал фрукты и тому подобное, работал и на стройках. Сейчас помогает людям из района, в котором вырос. Участвует в благотворительном проекте Natal sem fome (Рождество без голода). Помимо него в семье было три девочки и один мальчик. В 7 лет Ари стал работать на рынках торговцем фруктов. В возрасте 15-ти лет он начал заниматься футболом, играя на пляже район-на-район. Там его и ещё нескольких ребят заметили скауты клуба 3 дивизиона и пригласили к себе.

#### Личная жизнь
Первый ребёнок Ари, дочь Кайлана, родилась, когда ему было 18 лет. Через два года у него родился сын Кауану.
17 декабря 2014 года женился на русской модели, Наталье Грызловой, с которой до этого встречался около двух лет. Наталья родилась в Самаре, где окончила колледж. Будучи 17-летней студенткой заочного отделения, устроилась помощником депутата самарской Думы от партии ЛДПР. Свободное время уделяла модельному бизнесу. Позже переехала в Москву, где являлась помощницей депутата Госдумы Романа Худякова. На вечеринке в Москве она и познакомилась с Ари. Через два месяца после знакомства они вдвоём улетели в Форталезу, где Грызлова познакомилась с родителями Ари. Позже у них родилась дочь Ариана.
В апреле 2017 года Ари вместе с одноклубником Фарфаном, физиотерапевтом «Локомотива» и водителем клуба вытащили из машины женщину, попавшую в ДТП, а потом мужчину, который застрял в повреждённом автомобиле.
26 июля 2018 года получил российское гражданство.

## Клубная карьера

### «Аваи» и «Форталеза»
Профессиональную карьеру Ари начал в 2004 году в клубе «Аваи». В том же году он перешёл в «Форталезу», вылетевшую в Серию В, в составе которой в 2005 году он дебютировал в чемпионате Бразилии.

### «Кальмар»

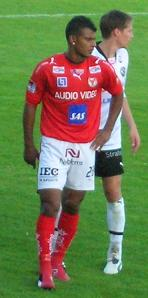
Ари в составе «Кальмара»

Зимой 2006 года агент футболиста, Оливер Кабрера, начал искать для Ари варианты продолжения карьеры в Европе. На бразильца претендовали два клуба, «Хельсингборг» и «Кальмар». После перехода в «Хельсинборг» Хенрика Ларссона, клуб отказался от трансфера бразильского форварда.
Весной 2006 года подписал контракт с «Кальмаром», в составе которого тогда было несколько бразильцев. Сумма трансфера составила 1,8 млн евро. Ари получил 28 номер. В сезоне-2006 он забил 15 голов в 23 матчах Аллсвенскан, став лучшим бомбардиром первенства; «Кальмар» занял 5-е место. Сам Ари был признан лучшим игроком клуба в сезоне. В следующем сезоне забил всего 3 гола в 12 матчах. В матчах за «Кальмар» Ари отличался очень боевым поведением, в частности, в одной из драк на поле разбил нос сопернику.

### АЗ
Летом 2007 года Ари перешёл в «АЗ» за 4,5 млн евро, подписав контракт на 5 лет. Его дебютной игрой за «АЗ» стал товарищеский матч против «Интернационале», завершившийся победой клуба Ари 4:2. В официальной игре он дебютировал в матче с ВВВ-Венло в чемпионате Голландии, в котором забил два гола. В своём первом сезоне в Нидерландах забил 9 мячей в 29 играх Эредивизие, став лучшим бомбардиром своей команды, а также один гол в Кубке УЕФА — в ворота будущего обладателя трофея, российского «Зенита»; «АЗ» занял 11-е место в чемпионате, которое не позволило ему побороться за участие в еврокубках. После удачного сезона, Ари заинтересовались немецкий «Гамбург» и «Расинг» из Сантандера, однако голландский клуб отказался отпускать своего лучшего бомбардира.
В сезоне 2008/09 забил 9 голов в 20 матчах чемпионата, пропустив более двух месяцев из-за травмы. Он часто выходил на поле со скамьи запасных, подменяя основных форвардов команды, Мунира Эль Хамдауи и Муссу Дембеле. Весной 2009 года Ари заинтересовался московский «Спартак», однако сделка не состоялась. После банкротства основного спонсора команды, часть игроков клуба стали искать новые варианты продолжения карьеры, к тому же Ари не доверял новый главный тренер команды Рональд Куман. В январе 2010 года «Спартак» вновь стал проявлять заинтересованность в переходе Ари, также хотел его купить турецкий «Фенербахче».

### «Спартак» (Москва)

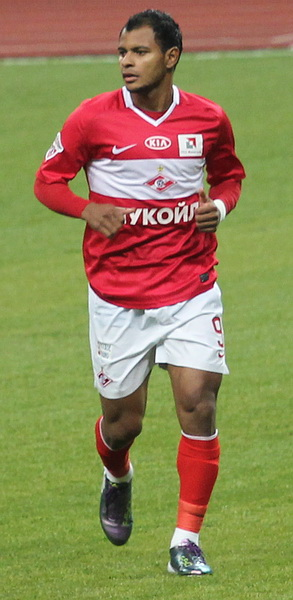
Ари в составе «Спартака»

5 февраля 2010 года Ари заключил контракт с московским «Спартаком» на 4 года; сумма трансфера составила около 3 млн евро. 14 марта 2010 года Ари дебютировал в составе «Спартака» в матче с московским «Динамо», выйдя на замену на 88-й минуте игры. В следующей игре «красно-белых» Ари появился в стартовом составе; игра завершилась вничью 1:1. В третьей игре за «Спартак» Ари забил гол, который принёс его команде победу над московским «Локомотивом» со счётом 2:1. Быстрому освоению в рядах «красно-белых» Ари помогли его соотечественники, выступающие в этой команде.
21 июля 2010 года сделал первый дубль в составе «Спартака», дважды забив в ворота «Сибири»; его клуб победил 5:3. 20 сентября, в матче с клубом «Спартак-Нальчик», Ари забил два гола своей команды, принеся победу московскому «Спартаку» со счётом 2:0. 28 сентября Ари сделал дубль в матче Лиги чемпионов с клубом «Жилина»; его команда победила 3:0. 27 октября в игре с «Зенитом» Ари был тяжёло травмирован игроком команды соперника, Бруну Алвешем, выбыв из строя на 3 недели. Проведя ещё одну игру, Ари вновь травмировался и завершил сезон.
Лишь в середине февраля 2011 года приступил к тренировкам в общей группе. 30 апреля Ари забил победный гол в дерби с ЦСКА; после игры бразилец сказал, что этот гол самый важный за время его выступления за «Спартак». 21 мая форвард забил два гола за «Спартак» в матче с «Краснодаром». 29 мая получил травму мышц задней поверхности бедра. Лишь 22 июня он вернулся на поле. 20 августа бразилец сделал дубль в матче Лиги Европы с польской «Легией».
В январе 2012 года был приглашён во французский «Монако», однако руководство «Спартака» отказало в продаже форварда.
29 августа 2012 года в ответном матче квалификационного раунда плей-офф Лиги чемпионов против «Фенербахче», забил гол, который помог «Спартаку» попасть в основной турнир соревнования.
По окончании сезона 2012/13 «Спартак» предложил футболисту продление контракта, но Ари отказался от него «из-за экономической составляющей», хотя по словами генерального директора москвичей Романа Асхабадзе «Ари было сделано предложение очень достойного характера». По словам Дениса Галушко (российский агент нападающего) «Спартак» предложил Ари зарплату такую, как раньше, но футболист не согласился. После чего игрок не прибыл в расположение команды вовремя, был отстранен от тренировок с основной командой, а затем был переведен в «Спартак-2» и не включен в основную заявку команды на сезон 2013/14, его игровой номер (№ 9) был отдан новичку московской команды — Лукасу Барриосу.

### «Краснодар»

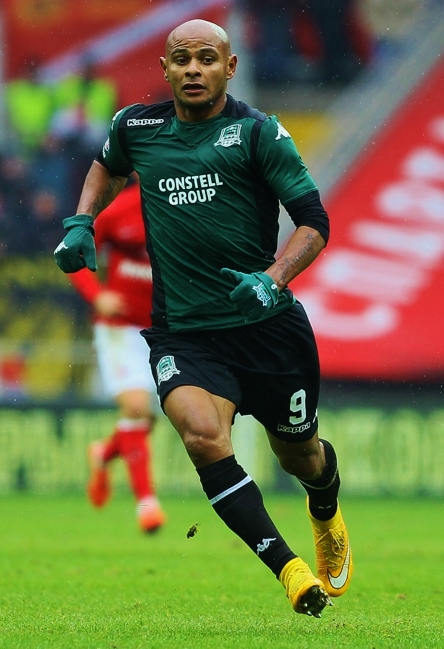
Ари в составе «Краснодара»

18 августа 2013 года игрок через своего бразильского агента заявил, что хочет получить российское гражданство, а уже на следующий день «Краснодар» объявил о приобретении футболиста за 2 млн евро
22 марта 2014 года сделал хет-трик в ворота своей бывшей команды — «Спартака», матч завершился со счетом 4:0. При этом он стал вторым футболистом в истории «Краснодара», сделавшим хет-трик в истории чемпионатов России (после Андрея Гацко и Вандерсона). После этого был ещё один удачный для Ари сезон. Он не только регулярно играл в основном составе, но и стал лучшим бомбардиром команды в еврокубках. В 10 играх он забил 6 голов.

#### Аренда в «Локомотив»

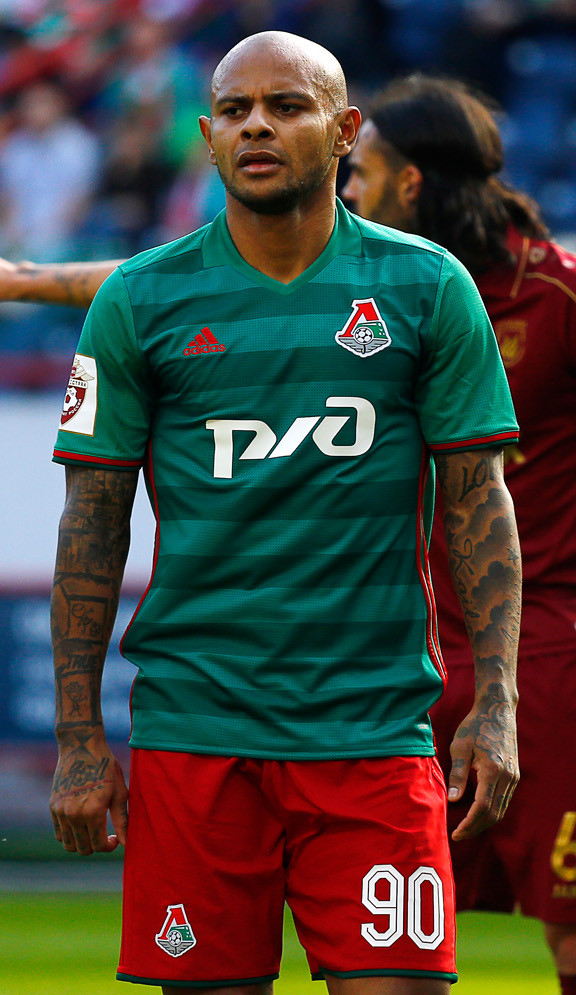
Ари в составе «Локомотива» (2017 год)

В конце февраля 2017 года Ари перешёл в «Локомотив» на правах аренды до конца сезона. 5 марта в дебютном гостевом матче против «Крыльев Советов» (3:0) забил два мяча. 18 марта 2017 года забил третий мяч в составе «Локо» против «Спартака» (1:1).
2 мая 2017 года в финальной игре Кубка России, в которой «Локомотив» выиграл 2:0 у «Урала», Ари ввязался в драку, в результате которой он и ещё три футболиста были удалены с поля. Сам Ари по поводу драки заявил: «Могу сказать, что Артём Фидлер ударил Фарфана, я не смог этого стерпеть».
17 июня 2017 года «Локомотив» продлил срок аренды Ари на предстоящий сезон 2017/18. 21 июля 2017 года забил гол в гостевом матче второго тура против ЦСКА, а в концовке матча получил травму, повредил боковую связку и мениск, выбыл на долгий срок. Сам Ари сказал об этом: «Я хотел сохранить мяч, но он (Александр Головин) очень сильно ударил мне по ногам. В этот момент я почувствовал жуткую боль».

#### Возвращение в Краснодар
После полутора лет аренды в московском «Локомотиве» вернулся в расположение «Краснодара». Он заявил, что пока ему всё нравится, однако он снова ждёт предложения об аренде от «железнодорожников». 18 августа 2018 года был удалён в концовке матча 4 тура со «Спартаком» (0:1). Нападающий упал в штрафной московской команды в добавленное арбитром время и стал требовать пенальти. Защитник «красно-белых» Самюэль Жиго предъявил Ари претензии, и игрок «Краснодара» боднул оппонента в лицо. Арбитр показал нападающему прямую красную карточку. У Ари на тот момент уже была жёлтая карточка, полученная за несколько минут до конфликта. За агрессивное поведение бразилец был дисквалифицирован на 3 матча чемпионата.

### Возвращение в Бразилию
Летом 2021 года истёк срок контракта Ари с «Краснодаром». Футболист не смог договориться об условиях с подмосковными «Химками» и вернулся в Бразилию.
В 2022 начал играть за выступавший в бразильской Серии С Атлетико Сеаренсе, который он же спонсировал, но вылетел с командой в Серию D.

## Карьера в сборной
В 2005 году Ари впервые был вызван в состав молодёжной сборной Бразилии, готовящейся к чемпионату мира, однако на сам турнир не попал. В 2006 году главный тренер сборной Бразилии Карлос Дунга вызывал Ари в состав национальной команды, однако он в составе не дебютировал. В феврале 2015 года Ари получил предложение от Фабио Капелло стать гражданином РФ и подал документы на получение российского гражданства, чтобы иметь возможность выступать за сборную России. В июле 2017 года Ари, ещё не получивший российское гражданство, подтверждал своё желание его получить и сыграть в составе сборной России на домашнем для неё чемпионате мира 2018 года. Однако процесс получения гражданства затянулся, и Ари получил российский паспорт только в июле 2018 года.
12 ноября 2018 года получил вызов в сборную России на матчи с командами Германии и Швеции. 15 ноября дебютировал в составе российской сборной в гостевом товарищеском матче против Германии (0:3).

## Статистика выступлений

### Клубная
| Выступление          | Выступление      | Выступление      | Чемпионат | Чемпионат | Кубки | Кубки | Еврокубки | Еврокубки | Итого | Итого |
| Клуб                 | Лига             | Сезон            | Игры      | Голы      | Игры  | Голы  | Игры      | Голы      | Игры  | Голы  |
| -------------------- | ---------------- | ---------------- | --------- | --------- | ----- | ----- | --------- | --------- | ----- | ----- |
| Форталеза            | Серия В          | 2005             | 3         | 0         | 3     | 1     | —         | —         | 6     | 1     |
| Форталеза            | Итого            | Итого            | 3         | 0         | 3     | 1     | —         | —         | 6     | 1     |
| Кальмар              | Аллсвенскан      | 2006             | 23        | 15        | 0     | 0     | 3         | 3         | 26    | 18    |
| Кальмар              | Аллсвенскан      | 2007             | 12        | 3         | 0     | 0     | —         | —         | 12    | 3     |
| Кальмар              | Итого            | Итого            | 35        | 18        | 0     | 0     | 3         | 3         | 38    | 21    |
| АЗ                   | Эредивизи        | 2007/08          | 29        | 9         | 0     | 0     | 3         | 1         | 32    | 10    |
| АЗ                   | Эредивизи        | 2008/09          | 20        | 9         | 1     | 0     | —         | —         | 21    | 9     |
| АЗ                   | Эредивизи        | 2009/10          | 6         | 0         | 3     | 0     | 1         | 0         | 10    | 0     |
| АЗ                   | Итого            | Итого            | 55        | 18        | 4     | 0     | 4         | 1         | 63    | 19    |
| Спартак (Москва)     | Премьер-лига     | 2010             | 24        | 7         | 0     | 0     | 4         | 2         | 28    | 9     |
| Спартак (Москва)     | Премьер-лига     | 2011/2012        | 38        | 10        | 3     | 1     | 4         | 3         | 45    | 14    |
| Спартак (Москва)     | Премьер-лига     | 2012/2013        | 27        | 4         | 2     | 0     | 8         | 2         | 37    | 6     |
| Спартак (Москва)     | Итого            | Итого            | 89        | 21        | 5     | 1     | 16        | 7         | 110   | 29    |
| Краснодар            | Премьер-лига     | 2013/2014        | 18        | 6         | 3     | 1     | —         | —         | 21    | 7     |
| Краснодар            | Премьер-лига     | 2014/2015        | 26        | 7         | 2     | 1     | 10        | 6         | 38    | 14    |
| Краснодар            | Премьер-лига     | 2015/2016        | 21        | 5         | 4     | 0     | 11        | 1         | 36    | 6     |
| Краснодар            | Премьер-лига     | 2016/2017        | 11        | 4         | 2     | 1     | 6         | 2         | 19    | 7     |
| Краснодар            | Премьер-лига     | 2018/2019        | 16        | 8         | 0     | 0     | 6         | 2         | 22    | 10    |
| Краснодар            | Премьер-лига     | 2019/2020        | 18        | 6         | 0     | 0     | 5         | 2         | 23    | 8     |
| Краснодар            | Премьер-лига     | 2020/2021        | 5         | 2         | 1     | 0     | 3         | 0         | 9     | 2     |
| Краснодар            | Итого            | Итого            | 115       | 38        | 12    | 3     | 41        | 13        | 168   | 54    |
| → Локомотив (Москва) | Премьер-лига     | 2016/2017        | 9         | 6         | 3     | 0     | —         | —         | 12    | 6     |
| → Локомотив (Москва) | Премьер-лига     | 2017/2018        | 8         | 1         | 1     | 0     | 2         | 0         | 11    | 1     |
| → Локомотив (Москва) | Итого            | Итого            | 17        | 7         | 4     | 0     | 2         | 0         | 23    | 7     |
| Всего за карьеру     | Всего за карьеру | Всего за карьеру | 314       | 100       | 28    | 5     | 66        | 24        | 408   | 129   |

### Матчи за сборную
| № | Дата           | Оппонент | Счёт | Голы Ари | Турнир                    |
| - | -------------- | -------- | ---- | -------- | ------------------------- |
| 1 | 15 ноября 2018 | Германия | 0:3  | -        | Товарищеский матч         |
| 2 | 20 ноября 2018 | Швеция   | 0:2  | -        | Лига наций УЕФА 2018/2019 |

Итого по официальным матчам: 2 матча 0 голов; 0 побед, 0 ничьих, 2 поражений.

## Достижения

### Командные
Форталеза
- Чемпион штата Сеара: 2005

Кальмар
- Обладатель Кубка Швеции: 2007

АЗ
- Чемпион Нидерландов: 2008/09
- Обладатель Суперкубка Нидерландов: 2009

Спартак
- Серебряный призёр Чемпионата России: 2011/12

Краснодар
- Бронзовый призёр Чемпионата России (3): 2014/15, 2018/19, 2019/20
- Финалист Кубка России: 2013/14

Локомотив (Москва)
- Чемпион России: 2017/18
- Обладатель Кубка России: 2016/17

### Личные
- Лучший бомбардир Чемпионата Швеции: 2006 (15 голов)
- Лучший футболист месяца чемпионата России по футболу: Март 2014
- В списках 33 лучших футболистов чемпионата России: № 1 (2014/2015)
- Член Клуба 100 российских бомбардиров (2018 год).